# Tropidocephala andropogonis
Tropidocephala andropogonis är en insektsart som beskrevs av Géza Horváth 1895. Tropidocephala andropogonis ingår i släktet Tropidocephala och familjen sporrstritar. Inga underarter finns listade i Catalogue of Life.